# Salvia whitefoordiae
Salvia whitefoordiae là một loài thực vật có hoa trong họ Hoa môi. Loài này được Klitg. mô tả khoa học đầu tiên năm 2007.